# Arroyo Saladillo
Arroyo Saladillo – rzeka w Argentynie, w prowincji Santa Fe, o długości 145 km. Średni przepływ rzeki wynosi 1 m³/s. Powierzchnia zlewni wynosi 3144 km². Całkowita długość wszystkich cieków basenu wynosi 359 km. Gęstość sieci rzecznej wynosi 0,144 km/km², natomiast nachylenie rzeki wynosi 0,57 m/km.
Źródło rzeki znajduje się na północ od miasta Bigand, departament Caseros, 115,5 m n.p.m.. Rzeka płynie na wschód pomiędzy miastami Fuentes i Villa Muget, omija gminę Alvarez od północy i wpada do Parany na wysokości 18,5 m n.p.m., tworząc granicę między miastami Rosario i Villa-Gobernador-Galves. Gleby doliny rzeki składają się głównie z lessu.